# Вальє-де-Вальделусіо
Вальє-де-Вальделусіо (ісп. Valle de Valdelucio) — муніципалітет в Іспанії, у складі автономної спільноти Кастилія-і-Леон, у провінції Бургос. Населення — 347 осіб (2010).
Муніципалітет розташований на відстані близько 260 км на північ від Мадрида, 55 км на північний захід від Бургоса.
На території муніципалітету розташовані такі населені пункти: (дані про населення за 2010 рік)
- Корралехо: 17 осіб
- Ескудерос: 18 осіб
- Фуенкальєнте-де-Лусіо: 82 особи
- Льянільйо: 44 особи
- Пауль: 29 осіб
- Педроса-де-Вальделусіо: 20 осіб
- Кінтанас-де-Вальделусіо: 59 осіб
- Ренедо-де-ла-Ескалера: 21 особа
- Ла-Ріба-де-Вальделусіо: 23 особи
- Соланас-де-Вальделусіо: 16 осіб
- Вільяескобедо: 18 осіб

## Демографія
Динаміка населення (INE ):